# Maxakalí
Maxakalí (Machacali, Maxakali, Maxacali, Machaculi, Maxakuli, Masakari, Maxakari), pleme američkih Indijanaca u brazilskoj državi Minas Gerais, naseljeno oko 100 milja (160 km) u unutrašnjosti od obale. Pleme Maxakalí vodeće je unutar skupine srodnih plemena po kojima cijela grupa i porodica Machacalian dobivaju ovo ime. Ostala srodna plemena su Kapoxó, Monoxo, Kumanaxó, Panháme, Makoni i Paraxín ili Paraxim.
Maxakali žive u blizini izvora rijeke Itanhém u Minas Geraisu i Bahiji. U kasnom 20. stoljeću njihov broj iznosio je oko 400; 728 (1994 SIL). danas u 14 sela. 
U vrijeme prvog kontakta s Portugalcima, oni su bili agrikulturan narod koji je živio od uzgoja kukuruza, krumpira i graha, a neki od njih gajili su i manioku i pamuk upotrebljavajući tek štapove za kopanje. Svoje prehrambene potrebe nadopunjavali su lovom na šumske životinje i ptice, te sakupljanjem voća, oraha, sjemenki i drugog 
Tradicionalna Maxakali-kuća oblika je kupole napravljena od drvenog kostura prekrivenog palminim lišćem, u kojoj živi tek jedna obitelj. Od vlakana unutarnje kore drveta embauba (rod Cecropia), izrađuju mreže, košare, torbe, hamake (viseće ležajeve) i drugo. Luk i strijela osnovno su im oružje. Izvrsni su farmakolozi.